# Prokletije

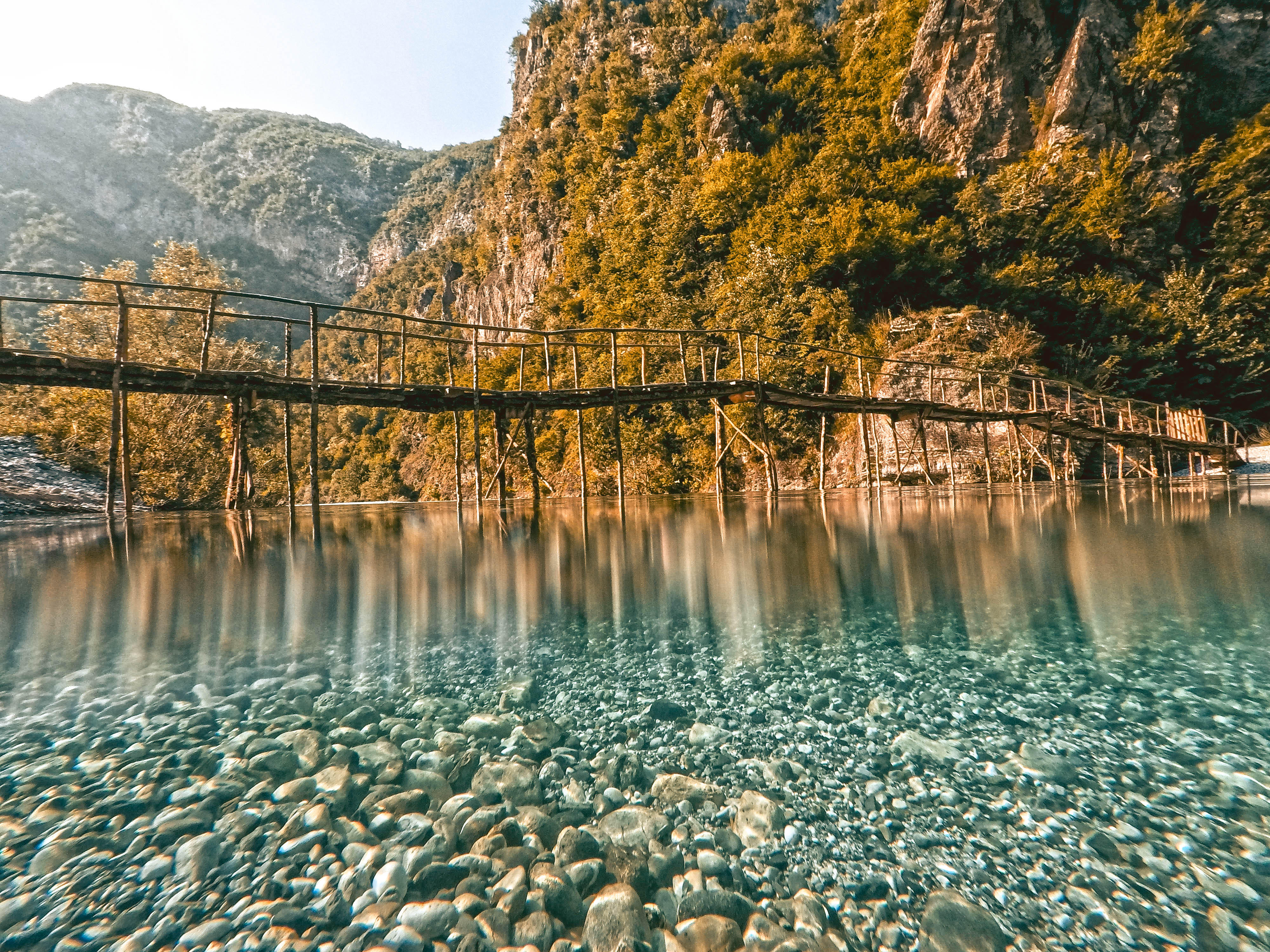
Passerelle sur la rivière Shala dans le Prokletije. Juillet 2018.

Prokletije (en serbe), ou Prokletija (en bulgare), ou Bjeshkët e Nemuna en albanais (les « monts maudits »), également connue sous le nom Alpes albanaises, est une chaîne de montagnes dans le Nord de l’Albanie, l’Est du Monténégro, l'Ouest du Kosovo et le Sud de la Serbie
Son point culminant, le Maja e Jezercës (la « crête du lac » en français), culmine en Albanie à 2 692 mètres ce qui en fait le point culminant des Alpes dinariques. Au Kosovo, la chaîne est également composée du mont Djeravica qui est le point culminant du Kosovo, et de la Serbie selon que l'on reconnaît ou non le Kosovo en tant qu'état indépendant, avec ses 2 656 mètres. Au Monténégro on trouve le Maja e Bals (2 460 m, point culminant du chaînon montagneux des Karanfili.